# Koloveč
Koloveč (německy Kollautschen) je městys v okrese Domažlice v Plzeňském kraji. Žije zde přibližně 1 000 obyvatel.

## Historie
První písemná zmínka o obci pochází z roku 1226. 23. dubna 2009 byl obci obnoven status městyse. V 16. ročníku soutěže Vesnice roku v roce 2010 získala Koloveč druhé místo v celostátním kole.

## Obyvatelstvo
| Rok            | 1869  | 1880  | 1890  | 1900  | 1910  | 1921  | 1930  | 1950  | 1961  | 1970 | 1980  | 1991 | 2001 | 2011 | 2021 |
| -------------- | ----- | ----- | ----- | ----- | ----- | ----- | ----- | ----- | ----- | ---- | ----- | ---- | ---- | ---- | ---- |
| Počet obyvatel | 1 362 | 1 566 | 1 482 | 1 489 | 1 627 | 1 496 | 1 466 | 1 085 | 1 091 | 987  | 1 008 | 946  | 980  | 987  | 995  |
| Počet domů     | 195   | 229   | 232   | 247   | 260   | 276   | 300   | 330   | 316   | 304  | 297   | 346  | 369  | 385  | 404  |

## Správa městyse

### Části městyse
- Koloveč
- Zichov

Od 1. července 1979 do 23. listopadu 1990 k městysi patřily i Němčice, Úboč a Úlíkov, od 1. ledna 1980 do 23. listopadu 1990 Hradiště a Kanice a od 1. dubna 1980 do 23. listopadu 1990 také Chocomyšl, Kaničky, Únějovice a Všepadly.

### Symboly městyse
Znak městyse je historický, vlajka byla městysi udělena rozhodnutím předsedy Poslanecké sněmovny Parlamentu České republiky dne 17. dubna 2009.

## Hospodářství
V obci působí Zemědělská akciová společnost Koloveč, dříve JZD Koloveč, mimo jiné významný výrobce dopravních značek, turistického značení, drážních návěstidel, domovních a uličních tabulek a dalších podobných zařízení, který dodával například jednotyčové zastávkové sloupky pro Dopravní podnik hl. m. Prahy.

## Muzea
- Muzeum techniky a řemesel – Domažlická 1

## Pamětihodnosti
- Památník na oběti z první světové války
- Kostel Panny Marie
- Hospoda U koruny, dříve U Koule
- Fara
- Měšťanský dům, z toho jen: hmota objektu a uliční průčelí čp. 146
- Rodinný dům, z toho jen: hmota objektu a uliční průčelí čp. 31
- Rodinné domy s krámcem, z toho jen: hmota objektu a uliční průčelí čp. 39 a 40